# 小行星8217
小行星8217（8217 Dominikhašek）是一颗绕太阳运转的小行星，为主小行星带小行星。该小行星于1995年4月21日发现。

## 轨道参数
小行星8217的轨道半长轴为2.2499196 UA，离心率为0.175。